# Nobreza da Dinamarca

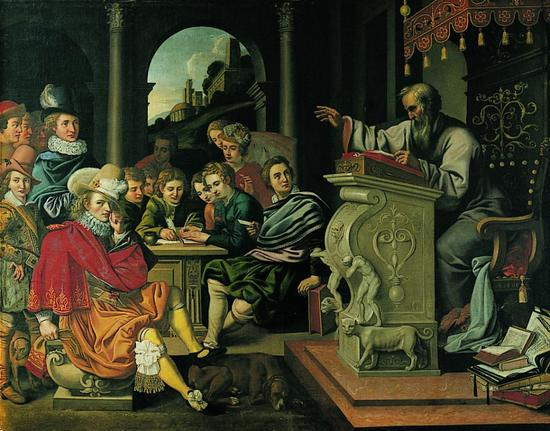
Uma palestra em uma instituição de ensino para fidalgos, provavelmente a Sorø akademi, onde muitos nobres vem recebendo sua educação desde o ano de 1625

A nobreza dinamarquesa foi a classe social privilegiada do reino da Dinamarca até o início do século XX(20). Seus títulos nobiliárquicos ainda são reconhecidos, mas seus privilégios governamentais foram abolidos, ainda que todos os descendentes pertençam à elite do país , mantendo a autonomia acerca de seus castelos e casarões no campo, e/ou gerindo empresas e terras. 
A nobreza está dividida em duas categorias: uradel (nobreza antiga) e brevadel (nobreza criada). A primeira refere-se às famílias nobres que são conhecidas antes da reformação dinamarquesa em torno de 1500. Uma diferenciação mais informal é entre højadel e lavadel, a alta e a baixa nobreza respectivamente.
Hoje, há cerca de 200 casas nobres com um título nobiliárquico explícito (baronial, comital e assim em diante).

## A nobreza medieval
Uma característica marcante deste período foi as estreitas relações entre famílias magnatas da Dinamarca com condes alemães do Sacro Império Romano (Turíngia, Baixa-Saxônia, etc): por exemplo, no século 13, houve vários casamentos entre famílias magnatas dinamarquesas e condes alemães em cada geração.
Os membros das famílias dos condes de Orlamünde, Regenstein, Gleichen e Everstein estabeleceram-se na Escandinávia tornando-se, por exemplo, conselheiros do rei e, alguns deles, senhores condestáveis do reino.
Vários ramos dos Condes de Holsatia contraíram casamentos com membros ou parentes da dinastia real dinamarquesa, e, ocasionalmente, foram tidos entre os nobres de mais alta dignidade naquelas terras. Durante o reinado de Cristóvão II e de Valdemar IV da Dinamarca, os Holsatia detinham de quase todos os feudos na Dinamarca. Adolfo VIII, Conde de Holsatia, foi oferecido o trono real dinamarquês, em 1448 e após sua recusa, seu sobrinho Cristiano o recebeu se tornando rei naquele mesmo ano.

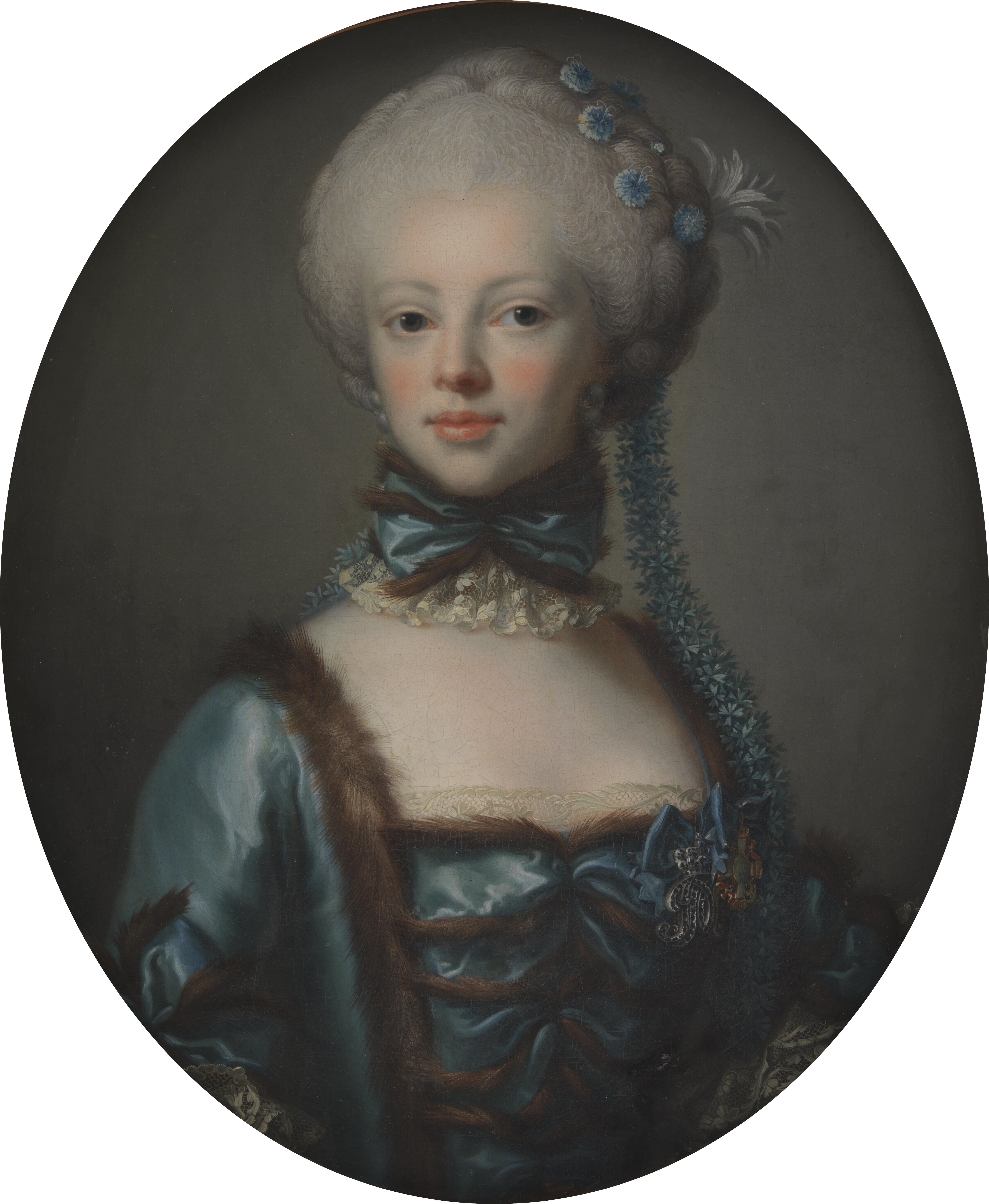
Lensgrevinde Scheel, nascida Komtesse Eleonore Raben membro da alta nobreza

## Distinções e títulos honoríficos
- Hertug e Hertuginde; Duque e Duquesa, esses são comumente descendentes de ramos da dinastia real Oldemburgo e vassalos do rei em feudos do ducado de Slesvigo - Holsatia portanto, não são considerados nobres e sim dinastas por serem principes do sangue e terem alguma autonomia exemplo: os Augustenborg, Gottorp, e assim por diante
- Lensgreve e Lensgrevinde; Conde e Condessa detendo de um feudo, outorgado pelo rei
- Greve e Grevinde; Conde e Condessa, usado apenas como cortesia para os descendentes do Lensgreve
- Lensbaron e Lensbaronesse; Barão e Baronesa feudais
- Baron e Baronesse; Barão e Baronesa, usado apenas como cortesia para os descendentes do Lensbaron
- Komtesse; título outorgado a filha solteira de um conde, após casar-se o título cai em desuso
- Junker; título conotado ao filho de um duque ou conde na Idade Média (uma tradução literal do título seria jovem senhor ou fidalgo)
- Frøken; título conotado a senhoritas da nobreza  outras senhoritas são designadas Jomfrue

Lensgreve e Lensgrevinde são os mais altos postos na presente nobreza da Dinamarca seus possesores têm direito perante a lei de serem referidos como Deres høj-grevelige excellence (vossa mais nobre excelência).

## Casas da nobreza
Casas da nobreza, de acordo com o Danmarks Adels Årbog  (" Anuario genealógico da Nobreza da Dinamarca ", 1884). 
| - Abrahamson - Adeler - Ahlefeldt - Ahlefeldt-Laurvigen - Anker - Arenstorff - Asp-Persson - Astrup | - Bang - Banner - Bardenfleth - Barnekow - Barner - Bartholin - Beck - Benzon - Berger - Berner - Berner-Schilden - Berregaard - Bertouch - Bielke - Bille-Brahe - Bille - Blixen-Finecke - Blücher-Altona - Bonde - Bonde-Wadenstierna - Bornemann - de Bretteville - Bretton - Brinck-Seidelin - Brockdorff - Brockenhuus-Schack - Brummer - Buchwald - Bülow | - Carlsen - Castenschiold-Castenschiold-Grevenkop-Castenschiold - Cederfeld-Simonsen - Charisius | - Dannemand - Danneskiold-Samsø - Dirckinck-Holmfeld - Düring-Rosenkrantz - Daa | - Eberlin - Eiben - Ellbrecht | - Fabritius de Tengnagel - Falkenskiold - Falsen - Fischer - Fischer-Benzon - Flindt - Fogh - Folsach - Fontenay - Fønss | - Gähler - Gersdorff - Gyldenfeldt - Güldencrone - Güntelberg | - Halling - Harbo - Harbou - Hauch - Hambro - Haxthausen - Hedemann - Hegermann-Lindencrone - Heintze-Weissenrode - Herbst - Hofman-Bang - Hoff - Hoffman - Holk - Holck - Holstein - Holsten, von Holsteinborg - Holsten-Kjer - Hoppe - Huth - Høeg - Høegh-Guldberg | - Jermiin - Jessen - Irgens-Bergh - Iuel/Juel - Juul | - Kaalund, - Kaas - Clauson-Kaas - Klauman - Klöcker - Knuth - Koefoed - Kolderup-Rosenvinge - Krabbe - Kretzschmer - Krieger - Krogh | - Lasson - Lerche - Leth - Leuenbach - Levetzow – Levetzau - Lichtenberg - Lilienschiold - Linde - Lindholm - Linstow - Lowzow - Lütken - Lüttichau - Lützau –Lützow - Løvenbalk - Løvenfeldt - Løwenhielm - Løvenskiold - Løvenstierne - Løvensøn - Løvenørn |  |

| - von Der Maase - Michaelsen - Moldrup - Moltke - Moltke-Bregentved - Moth - Munthe af Morgenstierne - Münnich - Mylius - Neergaard - Nutzhorn | - Obelitz - Oldenburg - Oppen-Schilden - Den v. Ostenske Stiftelse - Østergaard - Oxholm | - Petersdorff - Plessen-Scheel-Plessen - Pogwisch | - Raben –Raben-Levetzau - Ramstedt - Rantzau - Reedtz - Reedtz-Thott - Reventlow - Roepstorff - Rosenkrantz - Rosenørn - Rosenørn-Lehn - Rosenvinge - Ross - Ræder | - Scavenius - Schack-Schackenborg - Schaffalitzky de Muckadell - Scheel-Skeel - Schimmelmann - Schmettau, v. Schmidten - Scholten - Schulin-Schulin-Zeuthen - Sehested - Sèrène d’Acquèria - Sperling - Späth - Sponneck - Stampe - Stemann - Stibolt - Stiernholm - Stockfleth - Svanenhielm - Svanenskiold | - Teilmann - Thurah - Thygeson - Tillisch - Trampe - Trolle-Wadenstierna - Treschow - Thott | - Undall - Urne | - Voss - Wadenstierna - Wardenburg - Wedel - Wedel-Heinen - Wedell-Wedellsborg - v. Westh - Wichfeld - Wilster - Wind-Vind-Krag-Juel-Vind-Frijs | - Zeppelin - Zytphen-Adeler |  |